# Genii Capital
Genii Capital est un cabinet international en investissements et conseils financiers spécialisé dans la gestion des marques, les technologies d'avenir, le sport automobile et un large éventail d'activités de capital-risque. Créé en 2008 par deux investisseurs luxembourgeois Gérard Lopez et Éric Lux, ce cabinet se concentre plus particulièrement sur les marchés émergents comme le Brésil, la Russie, l'Inde et la Chine.
Genii Capital se concentre sur un large éventail de structures de placement et offre également des services de conseils sur des sujets allant de la préparation d'une introduction en bourse au développement commun d'entreprises, en passant par les fusions et acquisitions et les marchés des capitaux. À la suite d'une initiative mondiale de restructuration conduite en 2011, Genii Capital se trouve désormais au sein de la Division Finance du Genii Group, une entreprise mondiale qui veille sur les activités commerciales de Lux et de Lopez.

## Dans le monde de l'automobile
Le 16 décembre 2009, Genii Capital annonce être sur le point d'acquérir une part importante de Renault F1 Team, au détriment de Prodrive et de son patron David Richards. Genii Capital devrait prochainement fusionner le programme des pilotes de l'écurie Renault (Renault Driver Development programme) avec sa propre écurie, Gravity Sport Management, qui gère déjà la carrière de pilotes tels que Ho-Pin Tung et Christian Vietoris.
Le 7 janvier 2010, Genii Capital annonce faire une offre « en espèces sonnantes et trébuchantes » (« hand in a cash offer ») pour le constructeur suédois Saab,.
Le mercredi 8 décembre 2010, Genii Capital et Group Lotus plc annoncent la création de l'écurie Lotus Renault GP engagée en Championnat du monde de Formule 1 2011 dans le cadre d’une alliance entre les deux entreprises afin de valoriser des opportunités commerciales et technologiques pour la gamme à venir de voitures sportives de Group Lotus. Cette annonce signifie le retour du constructeur Lotus Cars avec le soutien de sa maison mère Proton. Group Lotus plc, outre une prise de participation dans Lotus Renault GP conclut un accord de sponsoring jusqu'à la fin de la saison 2017. Ce partenariat a été rendu possible car Renault a vendu ses parts restantes dans l'écurie à Genii Capital. Group Lotus plc prendra une participation significative dans Lotus Renault GP, et sera ainsi copropriétaire avec Genii Capital, Renault maintenant son soutien de l’écurie en tant que fournisseur de moteurs. Elle restera en Formule 1 jusqu'en 2015 avec deux victoires, où elle est rachetée, au bord de la faillite, par Renault F1 Team.

## Stratégie d'expansion
Le 29 juillet 2011, Genii Capital, qui détient déjà des participations en Europe, en Asie et en Amérique du Nord, fait son entrée au Brésil sous la forme d'une coentreprise avec le WWI Group.

## Genii Business Exchange
Genii Business Exchange est une plate-forme commerciale qui sert de forum à un réseau mondial de particuliers possédant des avoirs nets élevés, leaders d'opinion, dirigeants politiques et personnes impliquées dans la Formule 1.

## Évasion fiscale
Le cabinet est impliqué dans les Panama Papers à travers sa filiale Gravity Sport Management, citée dans la fuite de documents du cabinet d'avocats Mossack Fonseca,.